# Wileńska Brygada Kawalerii
Wileńska Brygada Kawalerii (Wil. BK) – wielka jednostka kawalerii Wojska Polskiego.
W czasie kampanii wrześniowej brygada walczyła w składzie Armii „Prusy”. Brała udział w bitwie piotrkowskiej, po czym, wycofana na środkową Wisłę, została rozbita na przeprawie pod Maciejowicami, a 23 pułk ułanów przeszedł do działań partyzanckich w Górach Świętokrzyskich. Resztki oddziałów weszły w skład brygady płk. Adama Zakrzewskiego i walczyły w II bitwie tomaszowskiej.

## Okres międzywojenny
Minister spraw wojskowych rozkazem Dep. Dow. Og. 1820. Org. Tj. nadał z dniem 1 kwietnia 1937 roku dotychczasowej 3 Samodzielnej Brygadzie Kawalerii nazwę „Wileńska Brygada Kawalerii”.

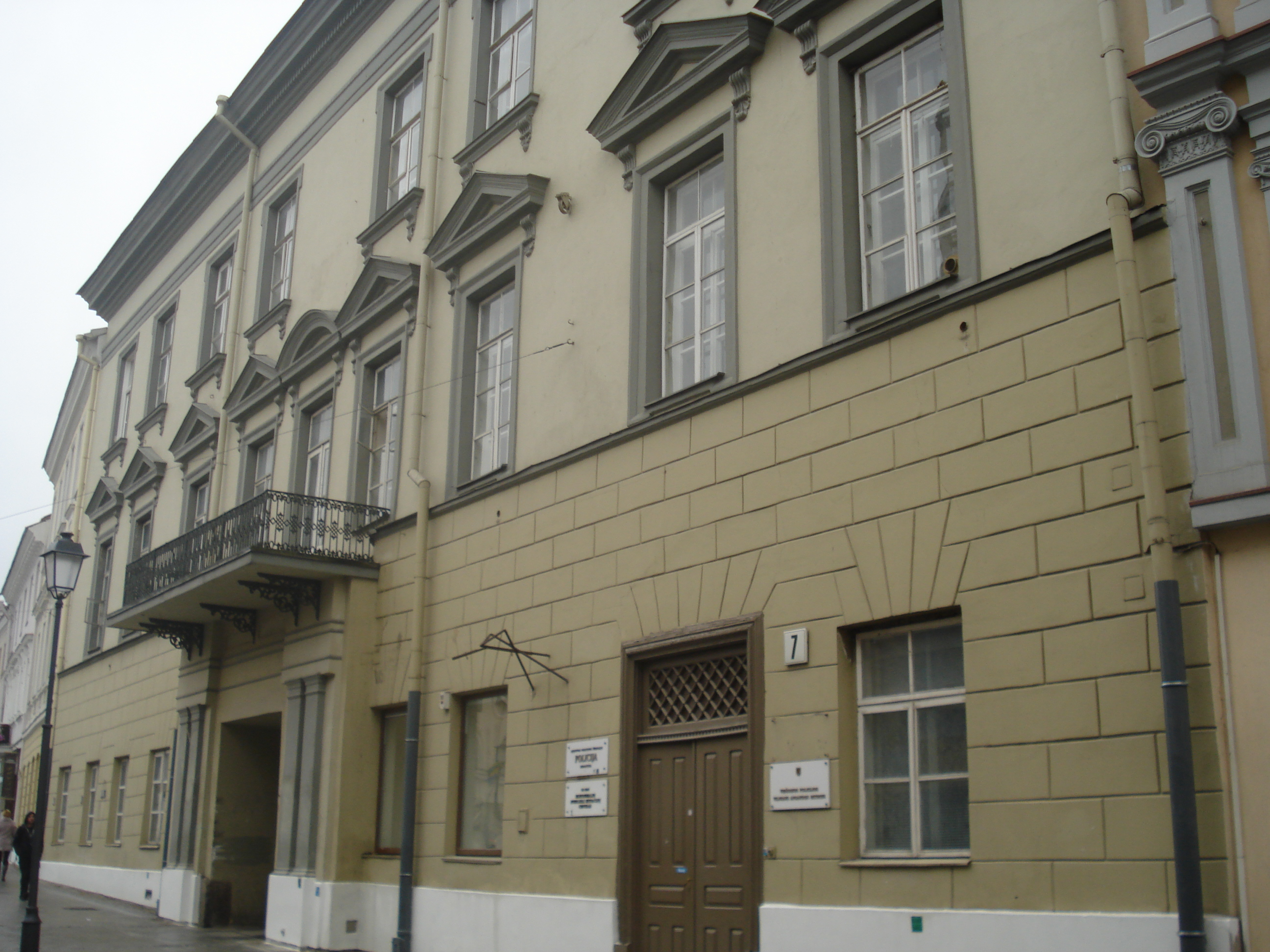
W dawnym pałacu Paców mieściło się dowództwo WBKaw

W okresie międzywojennym dowództwo Wileńskiej Brygady Kawalerii rozmieszczono w dawnym pałacu Paców przy ulicy Wielkiej.
Organizacja pokojowa Wileńskiej BK
- Dowództwo Wileńskiej Brygady Kawalerii w Wilnie
- 4 pułk ułanów Zaniemeńskich w Wilnie
- 13 pułk ułanów Wileńskich w Nowej Wilejce
- 23 pułk ułanów Grodzieńskich w Postawach
- 3 dywizjon artylerii konnej w Podbrodziu
- 7 szwadron pionierów w Wilnie
- 3 szwadron łączności w Wilnie

Mobilizacja w 1939
Rano 24 sierpnia oddziały Wileńskiej Brygady Kawalerii rozpoczęły mobilizację. Sztab brygady, brygadowe szwadrony saperów, łączności i kolarzy zmobilizował 4 pułk ułanów. Nocą z 29 na 30 sierpnia większość transportów kolejowych z oddziałami brygady ruszyło przez Lidę, Wołkowysk, Czeremchę, Siedlce do Warszawy.

## Działania bojowe
Wileńska Brygada Kawalerii pod dowództwem płk. dypl. Konstantego Druckiego-Lubeckiego wchodziła w skład Północnego Zgrupowania Armii „Prusy”. W nocy z 31 sierpnia na 1 września wyładowała się w Koluszkach i Rogowie z transportu kolejowego.
1 września po południu dowódca Armii „Prusy” gen. Stefan Dąb-Biernacki wydał dowódcy brygady rozkaz przegrupowania się nocą w rejon lasu na wschód od Piotrkowa. Oddziały brygady miały duże trudności z przygotowaniem marszu nocnego. W czasie wyładowywania z opóźnionych transportów kolejowych, zbombardowany został 3/4 pułku ułanów i 13 pułk ułanów. Szczególnie ciężkie straty poniósł brygadowy pluton sanitarny. Pomimo trudności, w nocy z 1 na 2 września oddziały brygady przebyły około 45 kilometrów i ześrodkowały się w nakazanym rejonie. Stanowisko dowodzenia rozwinęło się przy drodze Piotrków – Wolbórz w gajówce. Brakowało jedynie części służb.
Dowódca brygady płk Drucki-Lubecki postawił zadania bojowe. 4 pułk ułanów ppłk. Ludomira Wysockiego otrzymał zadanie zorganizowania obrony okrakiem po obydwu stronach szosy Wolbórz – Piotrków, na odcinku około 3 km, w oparciu o południowy skraj lasu nadleśnictwa Wolbórz, z zadaniem zamknięcia kierunku na Tomaszów Mazowiecki. Rozkaz operacyjny nr 1 dowódcy Armii „Prusy” z 2 września precyzował zadanie brygady. Wileńska BK miała zamknąć kierunek przez Piotrków na Tomaszów Mazowiecki, przygotowując obronę lasów nadleśnictwa Piotrków. Ponadto miała nawiązać łączność z 29 Dywizją Piechoty oraz informować 19 Dywizję Piechoty o swojej sytuacji. Winna też utrzymywać łączność taktyczną z Wołyńską Brygadą Kawalerii i rozpoznawać na kierunku Radomsko i Przedbórz. W myśl rozkazu, płk Drucki-Lubecki ugrupował brygadę w dwa rzuty. W pierwszym pozostawał 4 pułk ułanów i, rozwinięty obronnie w rejonie toru kolejowego Piotrków – Moszczenica, 13 pułk ułanów. 23 pułk ułanów pozostawał w drugim rzucie.
Do 3 września Wileńska BK pozostawała w ugrupowaniu bojowym w lesie na północny wschód od Piotrkowa. Wieczorem dowódcy oddziałów brygady otrzymali rozkazy nocnego przegrupowania i do świtu osiągnięcia lasów w rejonie Lubienia. Po zapadnięciu zmroku oddziały brygady przerwały działania obronne i po 25-kilometrowym marszu osiągnęły wyznaczony rejon. SD brygady rozwinięto w nadleśnictwie Lubień. Wstępne zarządzenia bojowe dowódcy brygady nakazywały: 4 pułk ułanów rozwinąć się na zachodnim skraju lasu i prowadzić rozpoznanie w kierunku Bełchatowa; 23 pułk ułanów rozwinąć się obronnie na południowo-zachodnim skraju lasu, a 13 pułk ułanów, jako II rzut brygady, ześrodkować się na zachód od nadleśnictwa Lubień.
Jeszcze nocą z 3 na 4 września powołano nową grupę operacyjną w składzie 19 Dywizja Piechoty i Wileńska BK, której dowodzenie powierzono gen. Rudolfowi Dreszerowi.
4 września doszło do potyczki z działającymi na kierunku obrony 23 pułku ułanów elementów rozpoznawczych niemieckiego XVI KPanc. Niemcy zostali zatrzymani w rejonie Wykno – gajówka Stobnica – Piła i wycofali się ze stratami. Do sztabu armii wysłano meldunek rozpoznawczy o pojawieniu się niemieckich oddziałów pancernych w rejonie Rozprzy. Gen. Dąb-Biernacki zdecydował się na wykonanie dwóch uderzeń: jednego od czoła wyprowadzonego z lasów na północny wschód od Piotrkowa i drugiego w skrzydło nacierających wojsk niemieckich wyprowadzonego z lasu położonego na południe od Lubienia. 19 Dywizja Piechoty miała jeden pułk przegrupować w rejon Lubienia, aby wraz z Wileńską BK wykonać uderzenie na skrzydło wojsk niemieckich maszerujących na Piotrków. 77 pułk piechoty z I/86 pp i IV/19 pal rozpoczęły przegrupowanie w rejon rozmieszczenia Wileńskiej BK i nad ranem 5 września były w gotowości do wspólnego uderzenia z Wileńską BK.
We wczesnych godzinach rannych 5 września samoloty 4 Floty Powietrznej, wspólnie z artylerią niemieckiego XVI Korpusu Pancernego, prowadziły ogniowe przygotowanie natarcia. Po jego zakończeniu do natarcia ruszyły jego 1. i 4. dywizje pancerne i początkowo nie natrafiły na opór wojsk polskich. Nacierające jednostki 1 DPanc wykryły lukę na styku Grupy Operacyjnej „Piotrków” i GO gen. Dreszera. W tym czasie dowódca Armii nie miał jeszcze sprecyzowanego zamiaru wyprowadzenia uderzenia między innymi przez Wileńską BK.
Przed południem gen. Dąb-Biernackl zaczął organizować przeciwuderzenie siłami Wileńskiej BK i 77 pp z I/86 pp wzmocnionego IV/19 pal. Oddziały ześrodkowane były na południe od Kłudzic i na zachód od Łęczna. Stanowisko dowodzenia gen. Dreszera zostało rozwinięte w Łęcznie. Wileńska BK zajęła stanowiska w lesie w rejonie Lubienia, a jej 4. i 23 pułk ułanów obserwowały przegrupowujące się w kierunku Rozprzy kolumny czołgów i nie otwierały ognia. Dowódca brygady rozwinął część 3 dywizjonu artylerii konnej.
Po południu gen. Dreszer postawił płk. Druckiemu-Lubeckiemu zadanie wykonania nocnego ataku. Brygada miała uderzyć w kierunku na Kłudzice, Zalesice, Piotrków. Oddziały miały wyruszyć w kolumnach z zalesionych rejonów wyjściowych i uderzyć z marszu na napotkane jednostki niemieckiej 1 DPanc. Dowódcy oddziałów przystąpili do przegrupowania sił w nakazane rejony wyjściowe do natarcia. Około 17:00 gen. Dreszer otrzymał telefonicznie rozkaz wstrzymujący wykonanie nocnego przeciwuderzenia. Kolejne zmieniające się rozkazy nakazały Wileńskiej BK odejście za Pilicę i zorganizowanie osłony przepraw w Sulejowie.
Na rozkaz dowódcy Armii 6 września o 2:00 płk Drucki-Lubecki skierował w rejon Przedborza 23 pułk ułanów. Do świtu pułk osiągnął Skotniki, a jego 1 szwadron doszedł do przedmieść Przedborza. Gros Wileńskiej BK o świcie 6 września ześrodkowało się w lesie na wschód od Sulejowa, a gen. Dreszer podporządkował jej 41 pułk piechoty. Gdy 23 pułk ułanów dochodził do Przedborza, dowódca brygady zawrócił go i nakazał maszerować w rejon ześrodkowania brygady. W tym czasie Przedborz był już zajęty przez Niemców.
Wieczorem 6 września, będący na SD armii, gen. Dreszer otrzymał od gen. Dęba-Biernackiego zadanie, z którego wynikało, że Wileńska BK przejdzie na wschodni brzeg Radomki i będzie osłaniać odejście wojsk armii. Stosownie do otrzymanego zadania, Wileńska BK (bez 23 puł. i 2/3 dak) miała przegrupować się przez Opoczno, Gielniów, Przysuchę i przejść do obrony rubieży w pasie Mniszek – Jastrząb. Po analizie zadania gen. Dreszer doszedł do wniosku, że 90-kilometrowy marsz jest niemożliwy do zrealizowania i zmienił zadanie brygady. W myśl nowego rozkazu, brygada miała pomaszerować do lasu Przysucha, który utrzymać miała przez cały dzień. Przed południem 7 września do sztabu armii dotarł rozkaz Naczelnego Wodza o wycofaniu wojsk na wschodni brzeg Wisły. Gen. Dąb-Biernacki zdecydował przegrupować Wileńską BK na most w Dęblinie.
8 września po południu 4 Pułk Ułanów Zaniemeńskich został zaatakowany pod Jedlnią przez niemiecką 1 Dywizję Lekką gen. mjr. Friedricha Wilhelma von Loepera. Po godzinnej walce i stracie 2 czołgów Niemcy zrezygnowali z ataków czołowych i zaczęli obchodzić skrzydło pułku, który w związku z groźbą okrążenia musiał się wycofać. Na drugiej linii obrony pułk stawiał opór aż do wieczora, niszcząc kolejne 3 niemieckie czołgi. Następnie oddziały brygady wycofały się do rejonu Maciejowic, prowadząc po drodze działania osłaniające odwrót 13, 19 i 29 Dywizji Piechoty oraz przeprawy przez Wisłę. 4. Pułk Ułanów Zaniemeńskich bronił tej pozycji do popołudnia 9 września i po stracie dział przeciwpancernych ustąpił. Brygada nie wykonała zadania obrony przedmościa w Maciejowicach i wycofała się przedwcześnie na północ (walka w obronie mostu nie trwała nawet godziny). Pułki otrzymały rozkaz do przeprawy w rejonie Magnuszewa na własną rękę – nie dysponując środkami przeprawowymi. W rezultacie Wileńska Brygada Kawalerii przestała się liczyć jako związek taktyczny. W ten sposób bez walki poniesiono bardzo duże straty. Wielu żołnierzy utonęło, a ciężki sprzęt pozostał na drugim brzegu.
Jednocześnie 23 pułk Ułanów Grodzieńskich został odcięty od reszty brygady i rozpoczął walkę partyzancką w Górach Świętokrzyskich. 10 września Wileńska Brygada Kawalerii, po przeprawie, miała się ześrodkować w lesie pod Łaskarzewem. Przybył tam dowódca brygady tylko z dowódcą łączności, ponieważ nie miał już swojego sztabu. O świcie tego samego dnia dowódca 4 pułku ułanów z 2 szwadronem przemieścił się do lasu pod Łaskarzewem. Wobec nienapotkania pozostałych pododdziałów pułku ani innych oddziałów brygady, ruszył w rejon ześrodkowania Armii „Prusy” w pobliżu Lubartowa. Z kolei ppłk dypl. Józef Szostak, po przeprawieniu się 13 pułku Ułanów Wileńskich przez Wisłę, nie uformował go w kolumnę i nie poprowadził do Łaskarzewa, lecz rozkazał dowódcom szwadronów maszerować samodzielnie do Garwolina. Część pododdziałów dołączyła 13 września do pozostałych jednostek, na czele z ppłk. Eugeniuszem Święcickim, który zbierał rozproszone pododdziały brygady. Następnego dnia podporządkowano je dowódcy Kombinowanej Brygady Kawalerii płk. Adamowi Zakrzewskiemu. Stoczyła ona walki na szlaku od Lubartowa do Majdanu Sopockiego, gdzie weszła następnie w skład Grupy Operacyjnej Kawalerii gen. bryg. Władysława Andersa. Podczas przebijania się na Węgry, oddziały tej grupy zostały rozbite 26 września. Inna część Wileńskiej Brygady Kawalerii trafiła do brygady płk. Zakrzewskiego i wzięła udział w II bitwie tomaszowskiej, podczas której skapitulowała.
Gros Ośrodka Zapasowego brygady wzięło udział w obronie Wilna przed Armią Czerwoną 18 września. Następnie spieszony oddział został wycofany do Mejszagoły, w celu osłony tego ośrodka jako najlepszego miejsca do ewakuacji polskich oddziałów z Wilna na Litwę. 20 września OZ brygady przeszedł na Litwę. Jeden ze szwadronów ośrodka wpadł w ręce sowieckie 21 września w lesie koło Nowo-Wilejki. W Pohulance poddał się Armii Czerwonej szwadron koni remontowych ośrodka.

## Obsada personalna kwatery głównej w 1939

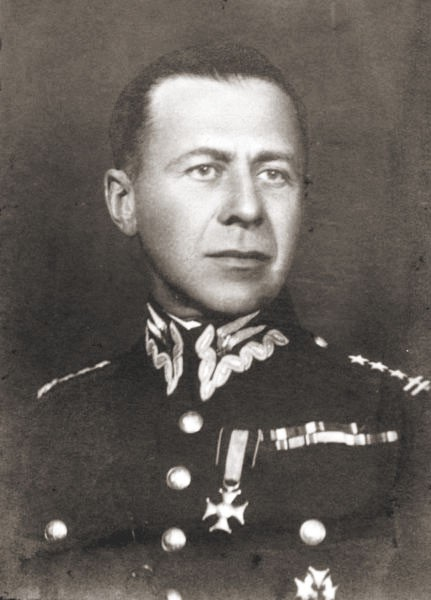
Płk dypl. Konstanty Drucki-Lubecki

Obsada personalna Kwatery Głównej Wileńskiej BK we wrześniu 1939
- dowódca brygady – płk dypl. kaw. Konstanty Drucki-Lubecki †1940 Ukraina
- oficer ordynansowy – por. Edward Kukiel-Krajowski †1940 Charków[28]
- oficer dyspozycyjny – por. kaw. Kazimierz Szalewicz (23 puł.) †1940 Ukraina
- szef sztabu – mjr dypl. kaw. Jan Schaitter †1940 Charków[29]
- oficer operacyjny – rtm. dypl. Stanisław Kuczyński †1940 Charków[30]
- I oficer informacyjny – rtm. Wacław Totjew †21 IX 1939 Dub[31]
- II oficer informacyjny – rtm. Józef Sztukowski †1940 Katyń[32]
- dowódca łączności – mjr łącz. Wacław Orchowski[33]
- kwatermistrz – kpt. dypl. art. Zenon Władysław Kropiński[c]
- oficer intendentury – kpt. int. Lubomir Jan Chrzanowski †1940 Charków[34]
- naczelny lekarz weterynarii – mjr lek. wet. Mieczysław Woronkowicz
- komendant Kwatery Głównej – mjr Tadeusz Nowakowski †1940 Charków[35]
- kapelan – st. kpl. ks. Wacław Sankowski
- dowódca szwadronu sztabowego – rtm. rez. Witold Pruszyński †1940 Charków[36]

## Organizacja wojenna we wrześniu 1939
- Kwatera Główna Wileńskiej Brygady Kawalerii
- 4 pułk Ułanów Zaniemeńskich – dowódca ppłk Ludomir Wysocki
- 13 pułk Ułanów Wileńskich – dowódca ppłk dypl. Józef Szostak
- 23 pułk Ułanów Grodzieńskich – dowódca ppłk dypl. Zygmunt Miłkowski
- 3 Lubelski dywizjon artylerii konnej – dowódca ppłk Józef Stanisław Droba
- 33 dywizjon pancerny – dowódca kpt. Władysław Łubieński
- szwadron kolarzy nr 3 – dowódca ppor. Jerzy Majewski
- szwadron pionierów nr 7 – dowódca rtm. Józef Lichtarowicz (†20 VIII 1944 Langannerie, Francja)
- szwadron łączności nr 3 – dowódca kpt. Orzechowski
- bateria artylerii przeciwlotniczej motorowa nr 83 – dowódca ppor. Henryk Szperka
- samodzielny pluton karabinów maszynowych nr 3 – dowódca NN
- pluton konny żandarmerii nr 3 – dowódca NN
- Poczta Polowa nr 88
- Sąd Polowy nr 43
- Drużyna Parkowa Uzbrojenia nr 342
- Park Intendentury nr 342
- pluton sanitarny konny nr 83
- kolumna taborowa kawalerii nr 347
- kolumna taborowa kawalerii nr 348
- kolumna taborowa kawalerii nr 349
- kolumna taborowa kawalerii nr 350
- kolumna taborowa kawalerii nr 351
- kolumna taborowa kawalerii nr 352
- Warsztat Taborowy nr 342

## Żołnierze brygady

### Obsada personalna dowództwa
Dowódcy brygady
- płk kaw. Józef Tokarzewski (IV 1922 – 21 X 1924 → inspektor formacji konnych KOP[37])
- płk SG / gen. bryg. Jan Kubin (1 XII 1924[38] – 31 III 1927 → stan spoczynku[39])
- płk SG / gen. bryg. Marian Przewłocki (14 IV 1927[40] – 12 V 1937 → dowódca Kresowej BK)
- płk dypl. kaw. / gen. bryg. Rudolf Dreszer (IV 1937 – VIII 1939 → dowódca GOKaw. Nr 1)
- płk dypl. kaw. Konstanty Drucki-Lubecki (VIII – IX 1939)

Szefowie sztabu brygady
- rtm. AS Janusz Feliks Korczyński (1923)
- rtm. SG Antoni Gustaw Witkowski (1 X 1924[41] – VII 1926 → DOK III[42])
- kpt. SG (piech.) Jerzy Stawiński (VII 1926 – XI 1928 → 11 pp)
- mjr SG (art.) Konstanty Kazimierz Ważyński (XI 1928[43] – 1 XI 1930 → DOK III[44])

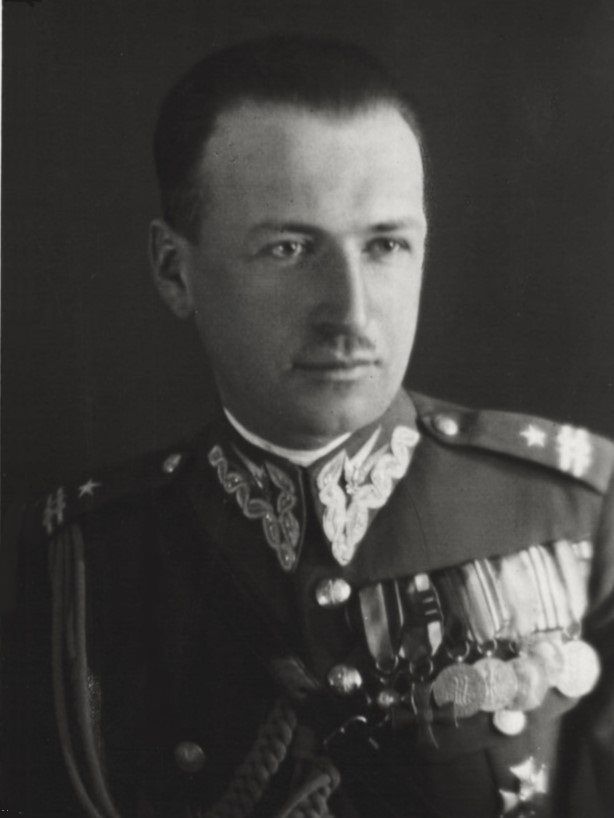
Jan Monwid-Olechnowicz

- mjr dypl. Jan Monwid-Olechnowicz (1 XI 1930 – VI 1934 → skład osobowy inspektora armii, gen. dyw. Juliusza Rómmla[45])
- mjr dypl. kaw. Jan Schaitter (VI 1934 – ? → zastępca dowódcy 13 puł)
- ppłk dypl. kaw. Jerzy Skrzydlewski (do VIII 1939 → szef sztabu GOKaw. Nr 1)
- mjr dypl. kaw. Jan Schaitter (VIII – IX 1939)

Obsada personalna w marcu 1939 roku
- dowódca brygady – gen. bryg. Rudolf Dreszer
- zastępca dowódcy – płk dypl. kaw. Konstanty Drucki-Lubecki
- szef sztabu – ppłk dypl. kaw. Jerzy Skrzydlewski
- I oficer sztabu – kpt. dypl. art. Zenon Władysław Kropiński
- II oficer sztabu – rtm. (adm.) Józef Sztukowski
- oficer dyspozycyjny (na kursie we Francji) – kpt. dypl. art. Adam Franciszek Józef Ziętkowski
- dowódca łączności – mjr łącz. Wacław Orchowski
- oficer intendentury – kpt. int. Lubomir Jan Chrzanowski